# Lasioglossum speculellum
Lasioglossum speculellum là một loài Hymenoptera trong họ Halictidae. Loài này được Cockerell mô tả khoa học năm 1918.